# Zwarte muntjak
De zwarte muntjak (Muntiacus crinifrons) is een hertachtige en een van de grotere muntjaks.

## Kenmerken
Het is een van de grotere soorten van het geslacht Muntiacus. De vrouwtjes kunnen zo'n 28 kg wegen en mannetjes rond de 24 kg. De vacht is meestal zwart of donkerbruin. De staart is met name langer dan die bij de andere soorten (ongeveer 21 cm). Tijdens de winter is de vacht veel dikker en donkerder, maar wordt dunner en lichter van kleur in de zomer. De zwarte muntjak reekalfjes hebben een vacht, die lijkt op die bij volwassen dieren, met uitzondering van de toevoeging van vier rug-, subparallel, witte vlekken.

## Voortplanting
De draagtijd is ongeveer 210 dagen, een wijfje draagt één jong. Een jaar na geboorte wordt volwassenheid bereikt. Het krijgen van nakomelingen is niet seizoensgebonden. De dieren eten divers plantaardig materiaal, en zijn vooral te vinden in gemengd bos en naaldbos.

## Bedreiging
De soort staat op de Rode Lijst van de IUCN als kwetsbaar, op de Chinese Rode Lijst als bedreigd. De zwarte muntjak is opgenomen in CITES-bijlage I.

## Verspreiding
De zwarte muntjak is endemisch in China, en wordt daar vooral in het oosten gezien, in Zhejiang, Anhui, Jiangxi en Fujian. Het is een zeer schuw dier, waarvan men denkt dat het een bedreigde soort is met 5-10.000 dieren verspreid over een groot gebied. De dieren leven op een hoogte van 200 tot 1000 meter boven zeeniveau. Er wordt gedacht dat de soort achteruit gaat door verlies aan habitat en jacht.